# 9 Pułk Artylerii Przeciwlotniczej
9 Pułk Artylerii Przeciwlotniczej (niem Flakregiment 9., ros. 9-й полк зенитной артиллерии) – oddział wojskowy Sił Zbrojnych Komitetu Wyzwolenia Narodów Rosji pod koniec II wojny światowej.
19 grudnia 1944 r. dowództwo Luftwaffe wydało rozkaz o utworzeniu wojsk lotniczych Sił Zbrojnych KONR. W ich składzie miał wejść zmotoryzowany pułk artylerii przeciwlotniczej (sztab, zmotoryzowany pluton łączności, dwa 4-bateryjne dywizjony ciężkich dział przeciwlotniczych 88 mm, 3-bateryjny dywizjon lekkich działek przeciwlotniczych 37 i 20 mm). W lutym-marcu 1945 r. został sformowany 9 Pułk Artylerii Przeciwlotniczej. Na jego czele stanął ppłk R. M. Wasiliew, służący wcześniej w Rosyjskim Korpusie Ochronnym na Bałkanach jako dowódca kompanii 3 Pułku Piechoty. Na pocz. kwietnia pułk liczył ok. 2,8 tys. żołnierzy. Niemcom nie udało się jednak uzbroić go w działa przeciwlotnicze i odpowiednio wyposażyć. Żołnierze otrzymali jedynie w niewielkiej ilości zdobyczne sowieckie działa przeciwlotnicze. Stąd część pułku przeorganizowano w kursy szkoleniowe piechoty. Pod koniec kwietnia pułk poddał się Amerykanom.